# Камзол

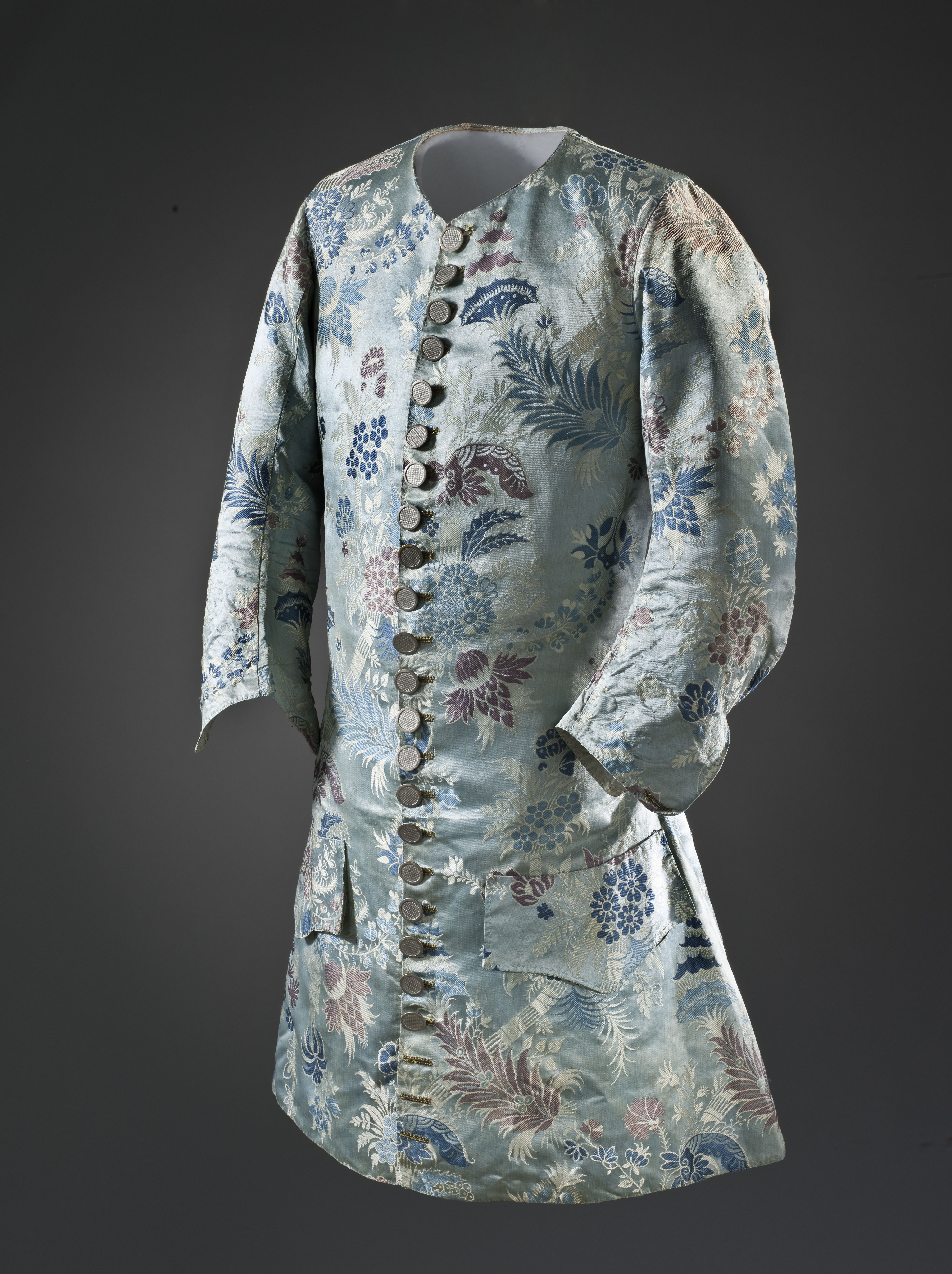
Камзол з рукавами, Франція, близько 1715 р.

Камзо́л (фр. camisole — «кофта»; від італ. camisiola < лат. camisia) — чоловічий одяг, пошитий в талію, завдовжки до колін, іноді без рукавів, одягається під каптан. З'явився у Франції в першій половині XVII століття; у XVIII столітті набув поширення в інших країнах Західної Європи, а також в Росії (з введенням західноєвропейського костюма серед дворян). Камзол робили з сукна, шовку, оксамиту, прикрашали вишивкою, галуном, ґудзиками. У національному костюмі башкир, татар і казахів камзолом називали чоловічий та жіночий безрукавний одяг, кроєний в талію.
У Росії через сто років після появи, камзол шили без рукавів і носили під каптаном. Його постійно вкорочували і наприкінці XVIII століття перетворили на довгий жакет. У середині XVIII століття його стали носити і жінки в поєднанні з довгою спідницею.